# Antonio Magariños
Antonio Magariños García (Madrid, 1907-1966) fue un profesor español. Es conocido por ser el fundador y primer presidente del CB Estudiantes de Madrid.

## Trayectoria
Nació en Madrid el 4 de febrero de 1907. Fue el segundo de los tres hijos de Manuel Magariños Mera (madrileño hijo de emigrantes gallegos) y de Ignacia García del Pozo.
Formado en la Universidad de Madrid antes de la Guerra Civil, ejerció en el Instituto de Granada. Fue profesor de lenguas clásicas en las universidades de Madrid y Salamanca dónde obtuvo la cátedra de Lengua Latina siendo el nº 1. Esto le permitió ser catedrático  de Latín en el Instituto-Escuela de Madrid.
Durante la Guerra Civil, fue encarcelado por la República en la Cárcel Modelo de Madrid por su lealtad con los sublevados.
Fue militante de Falange Española.
Tras la contienda decidió dedicarse totalmente a la enseñanza media y fue catedrático de Latín y jefe de estudios en el Instituto Ramiro de Maeztu. Fue el fundador y el primer presidente del Club Baloncesto Estudiantes. El Polideportivo Antonio Magariños, pabellón que rinde homenaje al profesor Magariños, fue fundado en el año 1966 y fue la cancha oficial del Estudiantes desde el año 1971 hasta el 1988 y del Atlético de Madrid de balonmano. Dedicó gran parte de su vida al Instituto Ramiro de Maeztu, donde además de catedrático de Latín, fue jefe de Estudios, director accidental, director de los Internados, creador y primer director del Bachillerato Nocturno (obra social para que pudiesen estudiar personas que estaban trabajando) y catedrático del Bachillerato Radiofónico. Enseñó su magisterio a Juan José Millás, quien recuerda la traducción de La Eneida con A.M como "un privilegio".
Falleció por fallo cardíaco el 4 de abril de 1966.